# Роджерс, Клемент Ванн
Клемент Ванн Роджерс (англ. Clement Vann Rogers) (11 января 1839 — 28 октября 1911) — сенатор нации чероки, офицер Конфедеративных Штатов Америки, авторитетный судья Индейской территории. Отец американского журналиста, актёра и авантюриста Уилла Роджерса.

## Биография
Уроженец Индейской территории Клемент Ванн Роджерс появился на свет в 1839 году — через год после того, как в 1838 г. основная масса нации Чероки была незаконно депортирована властями США на Запад, пройдя жестокую Дорогу слёз. Однако родители Клемента — Роберт Роджерс-младший и Салли Ванн — прибыли на Индейскую территорию из Джорджии ещё в 1832 году, и в гораздо более комфортных условиях. По инициативе черокского капиталиста, арматора и благотворителя Джозефа Ванна добровольным переселенцам были предоставлены суда и конные экипажи. На новой родине чероки в рекордные сроки восстановили свой культурный потенциал, основав национальный колледж, школы, церкви и типографии.
Дед Клемента Роджерса по мужской линии — Роберт Роджерс-старший, ольстерский шотландец, эмигрировавший в США в 1800 г. В Западной Вирджинии он женился на Люси Кордри (Lucy Cordery), которая была наполовину чероки. В 1815 г. у них родился сын-первенец Роберт. В 1835 г. Роберт Роджерс-младший женился на Салли Ванн, чероки на три восьмых. Салли Ванн была родной сестрой известного черокского деятеля Дэвида Ванна и двоюродной сестрой вождя Джеймса Ванна.
В 1862—1863 годах Клемент Ванн Роджерс был черокским сенатором и, памятуя прежнюю несправедливость властей США по отношению к нации чероки, в Гражданской войне Роджерс поддержал КША. Он стал офицером армии конфедератов. Его друг — черокский национальный герой Вильям Пенн Эдер (William Penn Adair). В честь Эдера К. В. Роджерс дал своему сыну полное имя: Вильям Пенн Роджерс. Роджерс сражался под началом черокского генерала Стенда Уэйти. 
В 1877 году Роджерс был судьёй округа Кувискуви (Cooweescoowee District) Индейской территории. От этого округа он пять раз избирался в Сенат нации Чероки (1879, 1881, 1883, 1899, 1903).
В 1891 году Клем Роджерс был избран президентом Черокской Ассоциации Лайфстока (Livestock). В 1894 году Клем Роджерс стал вице-президентом 1-го Национального банка в Клэрморе (Claremore), и занимал этот пост вплоть до своей смерти в 1911 году. В 1899 году избран президентом Клэрморского школьного совета.
Часть округа Кувискуви была в его честь наречена округом Роджерс (Rogers County).

## Дети
- Салли Клементина Роджерс (1863—1943)
- Мод Этель Роджерс (1869—1925)
- Мэй Роджерс (1873—1909)
- Уилл (Вильям Пенн) Роджерс (1879—1935)